# Opius longisignum
Opius longisignum är en stekelart som beskrevs av Fischer 1968. Opius longisignum ingår i släktet Opius och familjen bracksteklar. Inga underarter finns listade i Catalogue of Life.